# Classe Vanguard (nave supporto)
La classe Vanguard era formata da 3 navi, tutte ex petroliere di flotta della classe Mission Buenaventura riconvertite, con compiti di ricerca scientifica e supporto ai programmi missilistici.
Di queste una, la USNS Mercury (T‑AGM‑21), già USNS Mission San Juan (AO-126), è stato ben presto tolta dal servizio, un'altra, la capoclasse USNS Vanguard (T-AGM-19), già USNS Mission San Fernando (AO-122), è stata trasformata in un'unità sperimentale per la guida di missili imbarcati, e l'ultima nave, la USNS Redstone (T‑AGM‑20), già USNS Mission De Pala (AO-114), alla metà degli anni ottanta svolgeva ancora ruoli simili a quelli originali, ma spostati su programmi militari piuttosto che scientifici. Essa collaborò a suo tempo al programma Apollo della NASA, ma poi è stata "girata" al centro missilistico e spaziale dell'USAF di base a Patrick, Florida.
La Redstone è derivata da una petroliera civile, di cui mantiene l'apparato motore ad un asse, e le sovrastrutture poppiere, ma è stato aggiunto un ulteriore blocco anche a prua, dove è stata costruita anche la nuova plancia comando, mentre nel mezzo vi è una selva di antenne e di enormi radome. Circa 450 tonnellate di apparecchiature sono state sistemate a bordo, comprendenti tra l'altro 2 radar d'inseguimento, 2 antenne satellitari paraboliche (tutte protette da radome plastici a forma sferica) altre piccole antenne, apparati radio HF e palloni atmosferici per alte quote, con relativo hangar poppiero.